# Microtome (bướm đêm)
Microtome là một chi bướm đêm thuộc họ Geometridae.